# Scharade
A scharade versben megfogalmazott rejtvény, ami egy szót vagy nevet értelmes részekre bont, és a rész-szavakra utaló sorokat tartalmaz.

## Példák

### 1
Ez a példa egy múlt századi scharade Arany Jánostól:
Fogj össze kettőt, s már többen leszünk,
Más hármat, akkor börtönben veszünk;
Siralmas sóhaj az ottmaradó –
Vedd az egészet, s olvasd: _________
A megfejtést a sorok adják: "mi", "rab", "ó", egyben megegyezik a "Mirabeau" név kiejtésével.

### 2
Egy másik példa :
Az eleje farkat lenget,
A vége hálóba száll,
Ha a kettőt egybetetted,
Kitartóan elsétál.
A megoldás a "kutyagol" szó.

### 3
Kísértek mindenkit, álmában és ébren,
Csak két szélsőséget: gyermeket és vént nem.
Három első tagom gyógytárban is kapod,
A többi szertelen nevez sok anyagot.
A megoldás: szerelem.

### 4
A képet ő fiatal korában festette. Megoldás: Petőfi.